# Miltomiges
Miltomiges is een geslacht van vlinders van de familie dikkopjes (Hesperiidae), uit de onderfamilie Hesperiinae.

## Soorten
- M. cinnamomea (Herrich-Schäffer, 1869)
- M. obrepta Kivirikko, 1936